# Odrodzenie celtyckie
Odrodzenie celtyckie (ang. Celtic Revival), Odrodzenie irlandzkie w literaturze (ang. Irish Literary Revival, Irish Literary Renaissance) lub  – zapoczątkowany w latach 80. XIX wieku zwrot irlandzkiej literatury ku tradycji celtyckich mitów, podań i legend, które stały się osnową współczesnych mu tekstów literackich. Odrodzenie Irlandzkie nastąpiło wskutek poszukiwania własnej tożsamości kulturowej przez irlandzkich pisarzy i intelektualistów oraz buntu wobec angielskiej okupacji, narzucającej nie tylko racje polityczne, ale i kulturowe. Najwybitniejszym przedstawicielem Odrodzenia Irlandzkiego był William Butler Yeats.

## Zarys historyczny irlandzkiej walki o niepodległość
Początek utraty niepodległości przez państwo irlandzkie datuje się na rok 1171. Wtedy też Irlandczycy, pod presją papieża Hadriana IV, złożyli hołd lenny Henrykowi II z dynastii Plantagenetów. Przymusowe podporządkowanie się Anglikom zakończyło wielowiekową batalię Irlandii o zachowanie własnej niezależności. Przez ostatnie stulecia stanowiła łakomy kąsek, ale nie dała się nikomu zagarnąć, ani legionom rzymskim, ani wojskom wikingów, czy Normanów.
Z każdym wiekiem, mimo licznych buntów i powstań, umacniało się panowanie Anglików na Wyspie. Pod koniec wieku XV dynastia Tudorów rozpoczęła powolny podbój Irlandii. W roku 1541 Henryk VIII ogłosił się, jako pierwszy władca angielski, królem Irlandii, która jednak nie uznała go za głowę kościoła i pozostała przy katolicyzmie. W 1641 w Irlandii wybuchło powstanie, które, także dzięki wojnie domowej, jaka rok później przeszła przez Anglię, pozwoliło jej uzyskać pewną niezależność. Jednak już w 1649 roku wojska Olivera Cromwella całkowicie spustoszyły Wyspę (masakra w Drogheda) i rozpoczęły trzyletnią, bezlitosną kampanię przywracania władzy angielskiej.
Największe represje spotkały Irlandczyków w latach panowania Wilhelma Orańskiego. W 1690 roku, po przegranym powstaniu w Boyne, król angielski zakazał zasiadania katolików w parlamencie, odebrał im prawo głosu i wydał ustawę niedopuszczającą ich do studiowania na uniwersytetach i pracy w niektórych zawodach. Przez sto lat większość katolicka pozbawiona była podstawowych praw, a jej mieszkańcy stali się ofiarami prześladowań i ostrej dyskryminacji.

### Myśl niepodległościowa w wieku XIX

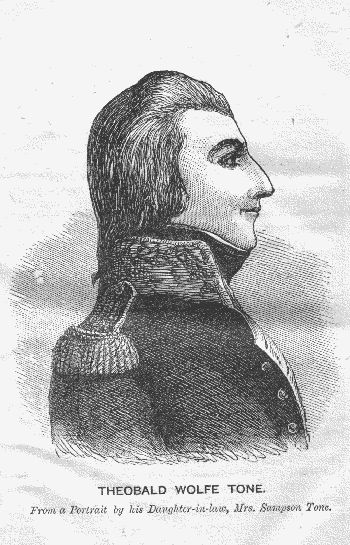
Wolfe Tone

W czasie rewolucji francuskiej powstało, założone przez Wolfe’a Tone’a Towarzystwo Zjednoczonych Irlandczyków, stowarzyszenie o tendencjach separatystycznych. W roku 1798 wybuchło szybko stłumione powstanie, po którym Tone popełnił samobójstwo. W 1801 roku Irlandia została wcielona do Królestwa Wielkiej Brytanii, tworząc Królestwo Wielkiej Brytanii i Irlandii.
W pierwszej połowie XIX wieku rodzący się podziemny ruch irlandzki podzielił się na dwa odłamy: jeden, skupiony wokół Stowarzyszenia Katolickiego (Henry Grattan i Daniel O’Connell), głosił hasła polityki ugodowej, zmierzającej do negocjacji z Anglikami, głównie o prawa katolików. Drugi zaś – powstała w 1842 roku Młoda Irlandia (Charles Gavan Duffy), hołdowała hasłom radykalnym i rewolucyjnym, zapowiadała walkę o niepodległość. W 1848 z jej inicjatywy rozpoczęło się nieudane i krwawo stłumione powstanie, nazywane sarkastycznie „bitwą na grządce kapusty w ogrodzie wdowy McCormack”.
W roku 1845 przez Irlandię przeszła ziemniaczana zaraza, która zapoczątkowała czteroletnią klęskę głodu. W tym czasie sprawy polityczne zeszły na dalszy plan. Wtedy też rozpoczęła się masowa emigracja z wyspy, głównie do Stanów Zjednoczonych. Właśnie w USA został założony nowy ruch rewolucyjny Towarzystwo Feniańskie. Fenianie nawiązywali do bojowych tradycji Tone’a i odrzucali możliwość parlamentarnych metod walki. Jednym z przywódców ruchu był John O’Leary, który swoje idee ogłaszał w wydawanym przez siebie piśmie The Irish People (Irlandzki lud). W 1867 roku na terenie Irlandii wybuchło kolejne powstanie, ale tak jak i wcześniejsze zakończyło się całkowitym fiaskiem – nie nadeszła oczekiwana pomoc od fenian, a przywódców aresztowano jeszcze przed rozpoczęciem buntu.
Po klęsce powstania podjęto walkę o niezależność w angielskim parlamencie (ruch Home Rule, zainicjowany przez Isaaca Butta i Charlesa Stewarta Parnella). Irlandczycy znaleźli niespodziewanego sojusznika w osobie premiera Anglii Williama Gladstone’a. Szef brytyjskiego rządu próbował przeforsować w parlamencie dwie ustawy o przyznaniu Irlandii autonomii, ale obie upadły – pierwsza w Izbie Gmin, druga w Izbie Lordów.

### W stronę autonomii
Pod koniec wieku XIX powstała Irlandzka Partia Socjalistyczno-Republikańska, założona przez Jamesa Connolly’ego, głosząca radykalne hasła i nawiązująca do idei walk wyzwoleńczych. W roku 1916 była odpowiedzialna za wybuch powstania wielkanocnego. Po niespełna tygodniu powstanie upadło, a Anglicy wykonali publiczne wyroki śmierci na przywódcach. Od 1919 roku rozpoczęła się wojna o niepodległość, zakończona w 1921 roku zawarciem pokoju między premierem Lloydem George’em a przywódcą ruchu wolnościowego, przyszłym prezydentem Irlandii Eamonem de Valerą. Irlandia otrzymała status niezależnego w prawach dominium.
W latach 1922–1923 przez Zieloną Wyspę przetoczyła się wojna domowa, która wybuchła z powodu zgody rządu de Valéry’ego na pozostanie w Anglii Ulsteru.
W roku 1937 republika uzyskała swojego prezydenta, a w 1949 wystąpiła ze Wspólnoty Brytyjskiej.

## Początki

### Kształtowanie się świadomości kulturowej Irlandczyków
Odrodzenie literatury irlandzkiej nie miałoby miejsca, gdyby nie znaczny rozwój nauki. Dopiero w drugiej połowie XIX wieku rozpoczęto intensywne badania z zakresu historii i archeologii, mające na celu przybliżenie zapomnianego okresu średniowiecza irlandzkiego, czasu świetności, niezależności i odrębności, tak terytorialnej, jak i duchowej, literackiej. Powstanie Celtyckiego Towarzystwa Archeologicznego i Towarzystwa Osjańskiego oraz rezultaty ich działalności wywarły znaczny wpływ na kształt późniejszej literatury.

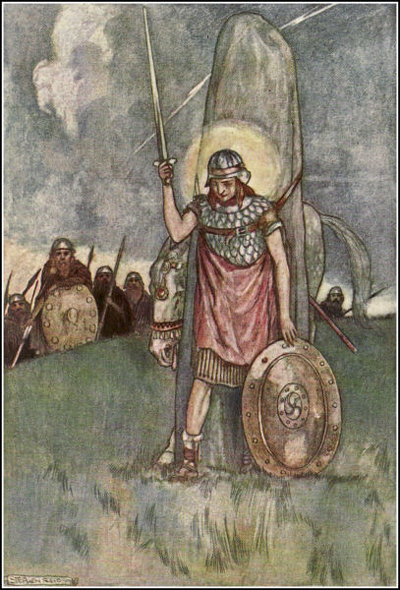
Cúchulainn, rys. Stephen Reid (1904)

Początek tzw. literackiego Odrodzenia Irlandzkiego badacze (za angielskim historykiem Ernestem Boydem) datują na początek lat 80. XIX wieku. Według nich dziełem fundamentalnym dla nowego rozumienia okresu celtyckiego, jego symboli i motywów jest wydana w latach 1878–1880 Historia Irlandii. Okres heroiczny, autorstwa Standisha O’Grady’ego. O’Grady przedstawił mity i legendarnych bohaterów Irlandii – Cúchulainna, Deirdre, Diarmuida i Granię, postaci, które później wielokrotnie powracały w utworach poetów i prozaików końca XIX i początku XX wieku. Jeszcze w 1879 roku O’Grady opublikował znany esej Wczesna literatura bardów.
Wraz z rozwojem nauki, pojawiały się również pierwsze antologie tekstów celtyckich. W 1888 roku 24-letni William Butler Yeats wydał Baśnie i gadki ludu wiejskiego Irlandii oraz Poezje i ballady młodej Irlandii. W roku następnym Douglas Hyde, założyciel powołanej kilka lat później (w 1893) Ligi Gaelickiej, sprzeciwiającej się walce niepodległościowej i stawiającej przede wszystkim na ożywienie kultury irlandzkiej, zebrał pieśni i opowieści ludowe, które opublikował w języku gaelickim (irlandzkim). Rok później, dla szerszego rozpowszechnienia irlandzkiej folklorystyki Hyde wydał je w także języku angielskim (pod tytułem Beside the Fire).
I właśnie kwestia języka stanowiła na samym początku przedmiot sporu pisarzy i intelektualistów irlandzkich. Hyde i Liga Gaelicka opowiadali się za dążeniem do wskrzeszenia celtyckiego języka gaelickiego, ale ich pomysł nie spotkał się z dużym poparciem. Po pierwsze niewielu pisarzy (nie mówiąc o czytelnikach) znało ten język (np. gaelickiego nie znał najwybitniejszy poeta irlandzki Yeats), po drugie zaś – przekonywali przeciwnicy tej koncepcji – zamknięcie literatury irlandzkiej w sztywnych ramach języka, którym posługiwała się mniejszość mieszkańców Zielonej Wyspy, sprawi, że stanie się ona hermetyczna i niedostępna dla innych, że będzie tworzona sama dla siebie. Ostatecznie ogromna większość utworów Odrodzenia Irlandzkiego napisana została po angielsku, Hyde niekiedy jeszcze tworzył i wydawał teksty po gaelicku, ale, tak jak w przypadku wyżej wspomnianego zbioru, także tłumaczył je na angielski.

### SzkołaMłodej Irlandii
Ruch Młoda Irlandia powstał w latach 40. XIX wieku. Miał on charakter typowo polityczny, opowiadał się przeciw unii z Anglią i za ogólnonarodową walką o niepodległość. Jednakże właśnie wokół Młodej Irlandii zawiązała się swoista szkoła poetycka, która, bez względu na wartość artystyczną pozostawionych utworów, potrafiła (nie do końca świadomie) wyrazić istotę terminu, który wielkim echem powróci prawie czterdzieści lat później w poezjach i twórczości teoretycznej Yeatsa – duch celtycki.
Wśród poetów Młodej Irlandii próżno szukać wielkich nazwisk (może poza Thomasem Davisem czy Johnem Blakiem Dillonem, ale oni wyrobili sobie markę na długo przed powstaniem ruchu, a i ich kontakt z nim był raczej przelotny), większość wierszy jest autorstwa wiejskich amatorów lub młodych żołnierzy. Co oczywiście w znacznej mierze zaważyło na ich jakości. Są to utwory proste, oparte na stereotypach, przeznaczone dla masowego czytelnika. Młoda Irlandia traktowała literaturę, jako rodzaj manifestu politycznego i właśnie narodowa propaganda co krok przebija z jej tekstów. Tytuł wydanej przez nią antologii – Duch Narodu – mówi dużo o zabarwieniu i radykalności utworów.
W drugiej połowie XIX wieku irlandzka pisarka Katharine Tynan na podstawie tekstów poetów związanych z Młodą Irlandią przedstawiła wyznaczniki tzw. ducha celtyckiego (lub inaczej nuty irlandzkiej). Według niej są to:
Przez nutę irlandzką rozumiem szczególną wartość poezji celtyckiej, która ma czas łatwiejszy do odczucia niż do wyjaśnienia [...], jest tam prostota, która jest naiwna – świeżość, figlarność, światło, które dotyka strun palcami wróżek; jest cień głębszej melancholii, tak delikatny jak ślad oddechu na lustrze, który jednak nadaje ton całości; jest fatalizm idący w parze z pogodną nadzieją; śmiech i łzy; miłość i nienawiść; tęcza kolorów; różne nuty, które tworzą doskonałą harmonię.
Mimo wyraźnej i, zdaje się, nieco przesadnej ogólności można w tym wyliczeniu dostrzec rzeczywiście pewien charakterystyczny rys poezji irlandzkiej, poezji, podobnie jak w polskim romantyzmie, nawiązującej do przeszłości sprzed niewoli, do czasów nieco zmitologizowanej niezależności. Pisarze Odrodzenia Irlandzkiego całymi garściami czerpali z własnych mitów i legend, parafrazowali je, przetwarzali na użytek swoich utworów, dostosowywali do współczesnych im czasów. Pragnęli ożywić nieobecnego w literaturze przez kilka wieków ducha celtyckiego, w którym odnajdywali swoją tożsamość narodową i kulturową oraz odrębność wobec kultur brytyjskich.

## Wokół Yeatsa
William Butler Yeats, laureat literackiej Nagrody Nobla w 1923 roku, uważany jest za najwybitniejszego pisarza Irlandii i za jedną z najważniejszych postaci Odrodzenia Irlandzkiego. W twórczości Yeatsa zwykło się wyróżniać kilka etapów. Pierwszy, młodzieńczy, trwający do połowy lat 80. to okres poezji w stylu romantyków, czy prerafaelitów angielskich, z dużą dawką uczuciowości i żywiołu imaginacyjnego. Drugi rozpoczął się w 1885 roku. Właśnie wtedy dwudziestoletni William zetknął się z charyzmatycznym patriotą Johnem O’Learym i wówczas właśnie, jak pisze Wanda Rulewicz, zdecydował się zostać pisarzem irlandzkim. Niedługo po tym spotkaniu Yeats powiedział: Nie ma wielkiej literatury bez narodowości ani wielkiej narodowości bez literatury. Odtąd przyszły noblista zaczął rozwijać rodzące się już od dzieciństwa fascynacje celtyckie, które również stały się tematem jego poezji i dramatów. W tym trudnym dla Irlandii czasie podporządkowania Wielkiej Brytanii, Yeats unikał (inaczej niż działający niemal pół wieku wcześniej poeci z kręgu Młodej Irlandii, których zresztą bardzo krytykował) otwartego głoszenia patriotyzmu, ale właśnie wtedy, paradoksalnie, stał się największym narodowym pisarzem irlandzkim.
Yeats pisał wyłącznie po angielsku, nie znał gaelickiego. Był zresztą bardzo otwarty na kulturę brytyjską, twierdził, że studiowanie innych literatur może tylko wzbogacić literaturę irlandzką. Chociaż przestrzegał przed zbytnim kosmopolityzmem, parafrazując Woltera powiedział: Trzeba zająć się własnym ogrodem, tak aby był piękny i zielony. Twórczość Yeatsa to próba znalezienia kompromisu między narodową tradycją a napierającymi i nieuniknionymi wpływami innych kultur (także hinduskiej i japońskiej, którymi był zafascynowany), między dawnymi wierzeniami a nowoczesnością i nowymi, nieznanymi kiedyś, problemami człowieka. W 1935 roku, kiedy poeta świętował swoje siedemdziesiąte urodziny, w Timesie ukazał się duży artykuł o jego życiu i pracy. Dziennikarz podsumował sylwetkę Yeatsa słowami: Jest właściwie pierwszym od czasów Swifta, który był w stanie połączyć anglo-irlandzką tradycję ze zdecydowanym nacjonalizmem.
Stworzony przez Yeatsa system filozoficzny, który on sam nazwał mistycyzmem ortodoksyjnym zawiera w sobie elementy chrześcijańskie, ale i wszystko to co duchowe, wizjonerskie i okultystyczne, czyli, jak sam powiedział, to co powinno się znaleźć w centrum zainteresowania poetów irlandzkich, gdyż odpowiada naturze celtyckiej.

### Abbey Theatre
Wielkim marzeniem Yeatsa było otwarcie narodowego teatru w Irlandii. Starał się o to już od wczesnych lat 90., ale sukces przyszedł dopiero w 1899 roku. W Dublinie w Starej Sali Koncertowej odbyła się inauguracja Irlandzkiego Teatru Literackiego. Pierwszym przedstawieniem była Księżniczka Kasia autorstwa Yeatsa, z jego wielką miłością, znakomitą aktorką i działaczką irlandzką Maud Gonne w roli tytułowej. Mimo iż w 1902 teatr zmienił nazwę na Irlandzki Teatr Narodowy, nie skupiał się wyłącznie na repertuarze krajowym. Celem Yeatsa było wystawianie w Irlandii sztuk nie tylko irlandzkich, ale i wielkiego repertuaru światowego. Oprócz przyszłego noblisty dramaty pisywali John Millington Synge, Sean O’Casey, George Moore, również George Bernard Shaw.
Także w 1902 teatr, od trzech lat wystawiający przedstawienia w wynajmowanych salach, doczekał się stałej siedziby. Kamienica przy Abbey Street (od tego czasu teatr nazywany był – i pod tą nazwą znany jest po dziś dzień – Abbey Theatre), w której mieściła się wieczorowa szkoła zawodowa, a jeszcze wcześniej część budynku używana była jako kostnica, została wyremontowana w listopadzie 1904 roku dzięki hojności sponsorki Elizabeth Horniman.
Yeats nie chciał teatru politycznego, ale jak mówił poetyckiego. Kiedy Synge w 1907 roku wystawił własną sztukę Wesołek z zachodniej krainy (Playboy of the Western World), ostro krytykującą przywary ludu irlandzkiego (gruboskórność i skłonność do mitomanii), czym wywołał oburzenie wśród nacjonalistów, Yeats stanął po jego stronie. W teatrze poeta powoli odchodził od tematyki politycznej (w 1916 roku skrytykował wybuch powstania wielkanocnego), zdając sobie sprawę, że kultura irlandzka, dawna literatura i tradycja są silniejsze od jakichkolwiek waśni narodowych. Jego działalność skupiła się głównie na rozpowszechnianiu krajowego dziedzictwa i budowaniu świadomości własnej odrębności kulturowej wśród Irlandczyków.

## Inne postaci Odrodzenia Irlandzkiego

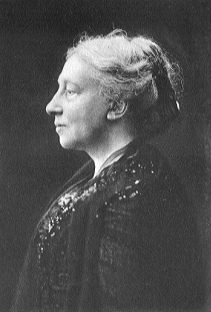
Lady Gregory

Lady Augusta Gregory – według Shawa największa Irlandka owych czasów. Wdowa po gubernatorze Cejlonu, który umożliwił małżonce wysoką pozycję w społeczeństwie i zaznajomił z kulturą światową. Mecenas sztuki i przyjaciółka Yeatsa, przyczyniła się do powstania Abbey Theatre. Jej ogromna posiadłość w Coole Park była miejscem spotkań pisarzy i intelektualistów. Dzięki niej po dziś dzień przetrwały oryginalne wersje celtyckich legend i podań, które zbierała i wydawała. Była również autorką kilku humorystycznych jednoaktówek.
John Millington Synge – irlandzki dramaturg, w swoich sztukach (Jeźdźcy do morza, Wesołek z zachodniej krainy) pokazał nie tylko urok i tajemniczość irlandzkiej wsi, ale i jej okrucieństwo. Bezlitośnie piętnował wady, złe zwyczaje Irlandczyków i ich fasadową religijność (sam był ateistą) narażając się często na niewybredne ataki ze strony nacjonalistów.
George Russell – pisał pod pseudonimem Æ – poeta i mistyk, przedstawiciel ruchu teozoficznego, zajmował się przede wszystkim świętymi księgami Wschodu, rozpalił w Yeatsie zamiłowanie do kultury hinduskiej. Przyszły noblista nazwał go irlandzkim wizjonerem. Od 1892 roku wydawał pismo Irish Theosophist, łączące zainteresowania narodowe i religijne.
Edward Martyn – irlandzki działacz polityczny i kulturalny oraz dramaturg, przyjaciel Yeatsa i Lady Gregory. Współzałożyciel Irlandzkiego Teatru Narodowego.